# Tilly Fleischer
Ottilie "Tilly" Fleischer, född 2 oktober 1911 i Frankfurt am Main, död 14 juli 2005 i Lahr i Baden-Württemberg, var en tysk friidrottare.

## Meriter
Fleischer blev silvermedaljör i diskus vid III.e damolympiaden 1930 i Prag och silvermedaljör i kulstötning vid den IV.e damolympiaden 1934 i London.
1931 deltog hon vid Olimpiadi della Grazia 29–31 maj i Florens, under dessa spel tog hon guldmedalj i kulstötning och spjutkastning samt silvermedalj i diskuskastning och stafettlöpning 4 x 100 meter (med  Fleischer som förste löpare, Marie Dollinger, Detta Lorenz och Lisa Gelius).
Hon blev även olympisk mästare i spjutkastning vid sommarspelen 1936 i Berlin. Vid sommarspelen 1932 i Los Angeles tog hon bronsmedalj, under detta OS tävlade hon även i stafettlöpning där hon slutade på en 6.e plats i stafett 4 x 100 meter (med Ellen Braumüller, Marie Dollinger och Grete Heublein).